# David di Donatello per la migliore attrice esordiente
Il David di Donatello per la migliore attrice esordiente è un premio cinematografico assegnato  nell'ambito dei David di Donatello in due sole edizioni, nel 1982 e 1983.

## Albo d'oro
- 1982
  - Marina Suma - Le occasioni di Rosa
  - Athina Cenci - Ad ovest di Paperino
  - Isa Gallinelli - Borotalco
- 1983
  - Federica Mastroianni - State buoni se potete
  - Norma Martelli - La notte di San Lorenzo
  - Tiziana Pini - In viaggio con papà